# Karl-Heinz Städing

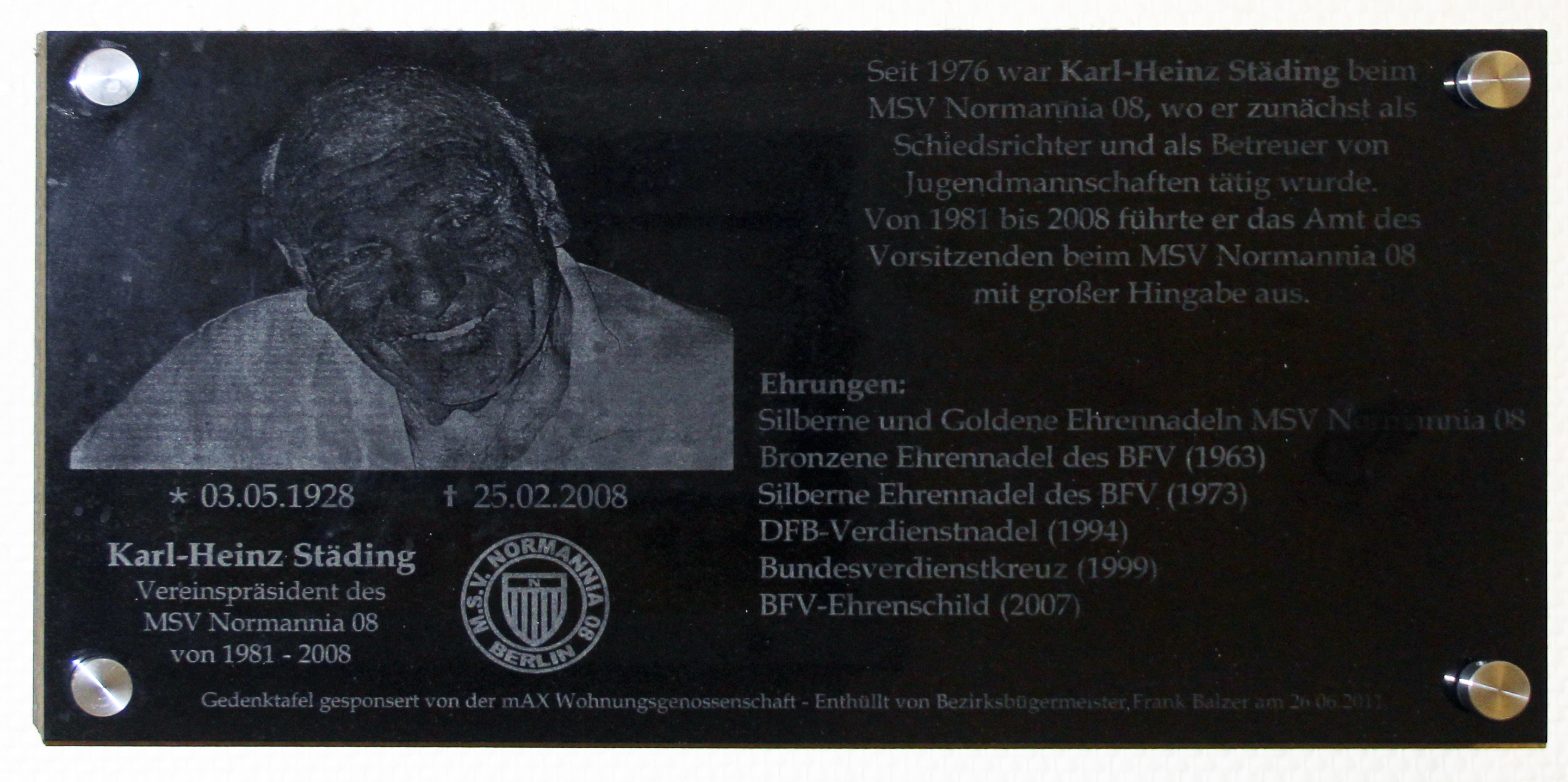
Gedenktafel für Karl-Heinz Städing im Berliner Märkisches Viertel

Karl-Heinz Städing (* 3. Mai 1928 in Berlin; † 25. Februar 2008 ebenda) war ein deutscher Politiker (SPD).
Karl-Heinz Städing besuchte eine Realschule und machte eine Lehre als Bäcker. Er absolvierte 1949 die Gesellenprüfung, entschied sich aber zu einer Verwaltungslehre, wo er Beamter im Bezirksamt Charlottenburg wurde. Sportlich war er ab 1952 als Fußballspieler und Schiedsrichter zunächst bei Tennis Borussia Berlin aktiv. 1976 wechselte er den Verein zum MSV Normannia 08 und wurde 1981 bis zu seinem Tod Vorsitzender des Vereins. 
Bereits 1964 war Städing der SPD beigetreten. Bei der Berliner Wahl 1975 wurde er in das Abgeordnetenhaus von Berlin gewählt, dem er bis 1985 angehörte. 1998 wurde er Mitbegründer und Vorstandsmitglied der „Wohnungsgenossenschaft im Märkischen Viertel“.

## Ehrungen
- Bronzene Ehrennadel des Berliner Fußball-Verbands (BFV), 1963
- Silberne Ehrennadel des BFV, 1973
- DFB-Verdienstnadel des Deutschen Fußball-Bunds, 1994
- Bundesverdienstkreuz, 1999
- Ehrenschild des BFV, 2007